# 2019 아시아 국제배구대회
2019 한반도 평화를 위한 아시아국제배구대회(영어: 1st ASIAN PEACE CUP)는 한국, 북한, 베트남, 인도네시아가 2019년 6월 21일부터 26일까지 인도네시아 자카르타에서 열린 배구대회이다.

## 개요
이 대회는 한반도의 평화를 기원하는 구호를 내걸고 열린 대회로서, 경기 방식은 4개국(인니, 한국, 북한, 베트남)에서 남녀별로 나누어 치르며, 21일 한국 대 인니 경기를 시작으로 24일에 남북 남자배구단, 25일에는 남북 여자배구단이 맞붙었다.

## 참가국과 팀
- 한국- 수원시청 남자배구팀, 수원시청 여자배구팀
- 북한- 4.25 체육단 남자배구팀, 4.25 체육단 여자배구팀
- 베트남- [[]], [[]]
- 인도네시아- [[]], [[]]

## 후원
- 새로운 경기 공정한 세상
- 휴먼시티 수원
- 기분좋은 변화 행복 화성
- (주) SGI 컨설팅
- Vatech

## 참고 하기
- 아시아 남자 배구 선수권 대회
- 아시아 여자 배구 선수권 대회